# 品川区立品川歴史館
品川区立品川歴史館（しながわくりつ しながわれきしかん）は、東京都品川区大井六丁目にある歴史博物館。

## 概要

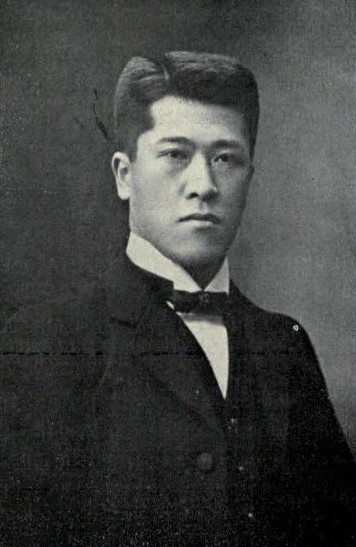
安田善助

品川区が1985年に設立し運営する区立の歴史博物館。原始からの品川の歴史、生活文化に関する資料を展示。史料の収集、保存や行政資料の保存も行う。地域史等の歴史を学ぶ場としての機能もあり、企画展や講演会、子供向けの講座、親子体験講座を随時開催している。伝統的文化活動の場として、庭園に茶室、書院を併設し利用ができる。
元々建設地には昭和初期に安田財閥系の安田善助の邸宅として建てられ、その後電通の出捐で設立された財団法人吉田秀雄記念事業財団が譲り受けて1966年に吉田記念館として開館した書院造の屋敷が建っており、歴史館の建設に際しては離れで建てられていた茶室と庭園の大部分をそのままの形で残している。
建設中には、「大井鹿島遺跡」が発見され、26軒に上る竪穴建物跡群や土器、砥石などの生活用品が見つかっている。
2022年7月1日から大規模改修のために休館していたが、2024年4月21日にリニューアルオープンした。
歴史館から徒歩5分ほどの場所には、大森貝塚遺跡庭園がある。

## 開館情報

### 開館時間
午前9時 - 午後5時（入館は午後4時30分まで）

### 休館日
月曜日、国民の祝日（日曜日と重なった場合は開館）、国民の祝日が月曜日となった場合その翌日も。

## 施設

### 本館
常設展示 - 「大森貝塚とモース博士」、「東海道と品川宿」の2つを柱とし、原始古代から現在までを展示。ロビーのパソコンでは所蔵する「浮世絵」の検索が可能。
- 第1展示室 - 原始古代から江戸時代まで。縄文土器、弥生土器、人物埴輪の展示。また、江戸時代の農業や漁業の解説や器具等の展示、品川用水の模型、品川宿の賑わいなどを模型にて紹介。

ライブラボ - 昔の道具を紹介。
しながわナビ・ライブラリー - 歴史の本や資料、約1万9千冊を保存。椅子とテーブルもあり閲覧も可能。
モースコーナー - 大森貝塚の出土品（複製）の展示やエドワード・S・モースに関するパネル展示。

### 庭園
渓流を模した流れが2本と、四季折々の草木が配された芝生庭園。歴史館建設中に敷地内で発見された水琴窟が修復・再現されている。

### 書院
元の建築物の材料をできるだけ再利用し、同じ形で復元された。10畳、12畳半、水屋2間、32畳の回廊。

### 茶室
当時のままの姿で建てられている。名称を「松滴庵（）」という。2畳中板、3畳、4畳半、水屋。

### 講堂
定員100名の講堂と24名の小講堂がある。

## 文化財
品川区指定文化財が所蔵されている。
- 金赤色被桜文硝子花瓶（） - 有形文化財（工芸品）
- 典籍『南浦地名考（）』- 有形文化財（典籍）
- 宮川家文書 - 有形文化財（古文書）
- 大島家文書 - 有形文化財（古文書）
- 品川歩行新宿加宿裁許状（） - 有形文化財（古文書）
- 品川区出土玦状耳飾（） - 有形文化財（考古資料）
- 添浦高札（） - 有形文化財（歴史資料）
- 文亀三年銘一石五輪塔 - 有形民俗文化財
- 品川海苔生産用具 - 有形民俗文化財

## 刊行物
図録や風景図、絵葉書などの出版販売も行う。中でも「品川歴史館紀要」は1986年からほぼ毎年発行されている。

## アクセス
- JR京浜東北線大森駅山王北口徒歩10分。
- 京急本線立会川駅徒歩13分。
- 最寄りバス停
  - 品川区コミュニティバス「しなバス」品川歴史館北[4]
  - 東急バス（品川駅・大井町駅 - 池上営業所・池上駅・蒲田駅）鹿島神社前バス停[5]

## その他
- 1988年から、毎月1日の新聞折り込み広告を保存している[6]。